# Sophienhamm
Sophienhamm (dansk Sofieham) er en kommune og en by i det nordlige Tyskland, beliggende i Amt Hohner Harde i den vestlige del af Kreis Rendsborg-Egernførde. Kreis Rendsborg-Egernførde ligger i den centrale del af delstaten Slesvig-Holsten.

## Geografi
Sophienhamm ligger nordøst for floden Ejderen og syd for Hohner See omkring 12 km vest for Rendsborg ved Bundesstraße 202 fra Rendsborg mod Ejdersted. I kommunen ligger ud over Sophienhamm landsbyen Oha.
Hartshooper Moor der er en stor del af kommunens område er Natura 2000- og fuglebeskyttelsesområde .

## Historie
Sophienhamm/Sofieha har fået navnet fra prinsesse Sophie Magdalene af Danmark, datter af Frederik 5. Landsbyen opstod som kolonistby som led i kongens gestkolonisation i 1700-tallet. Den blev første gang nævnt i 1762.